# 津嶋神社 (三豊市)
津嶋神社（つしまじんじゃ）は、香川県三豊市の北部に浮かぶ津島にある子供の守り神として信仰を集める神社。

## 概要

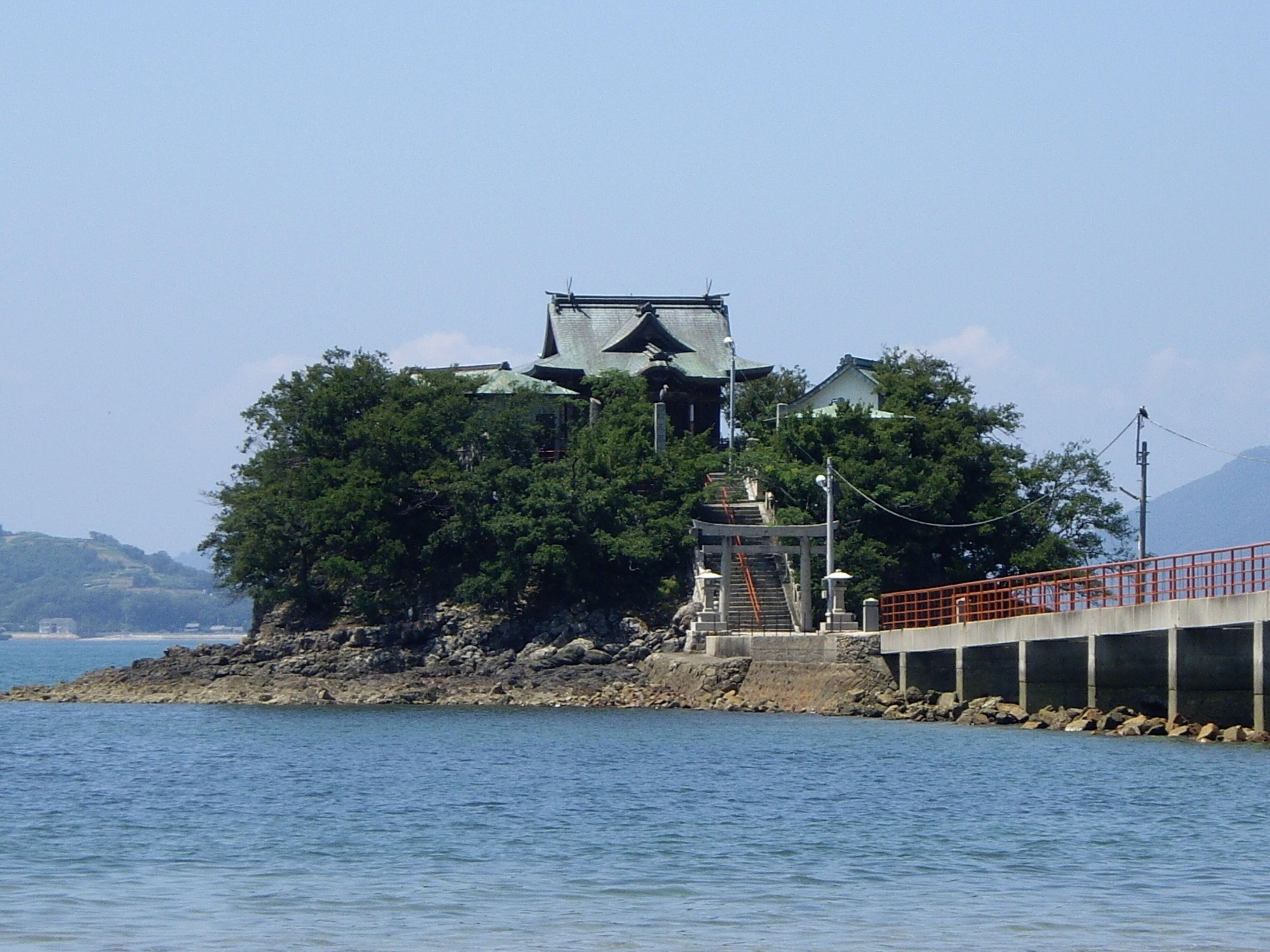
津島

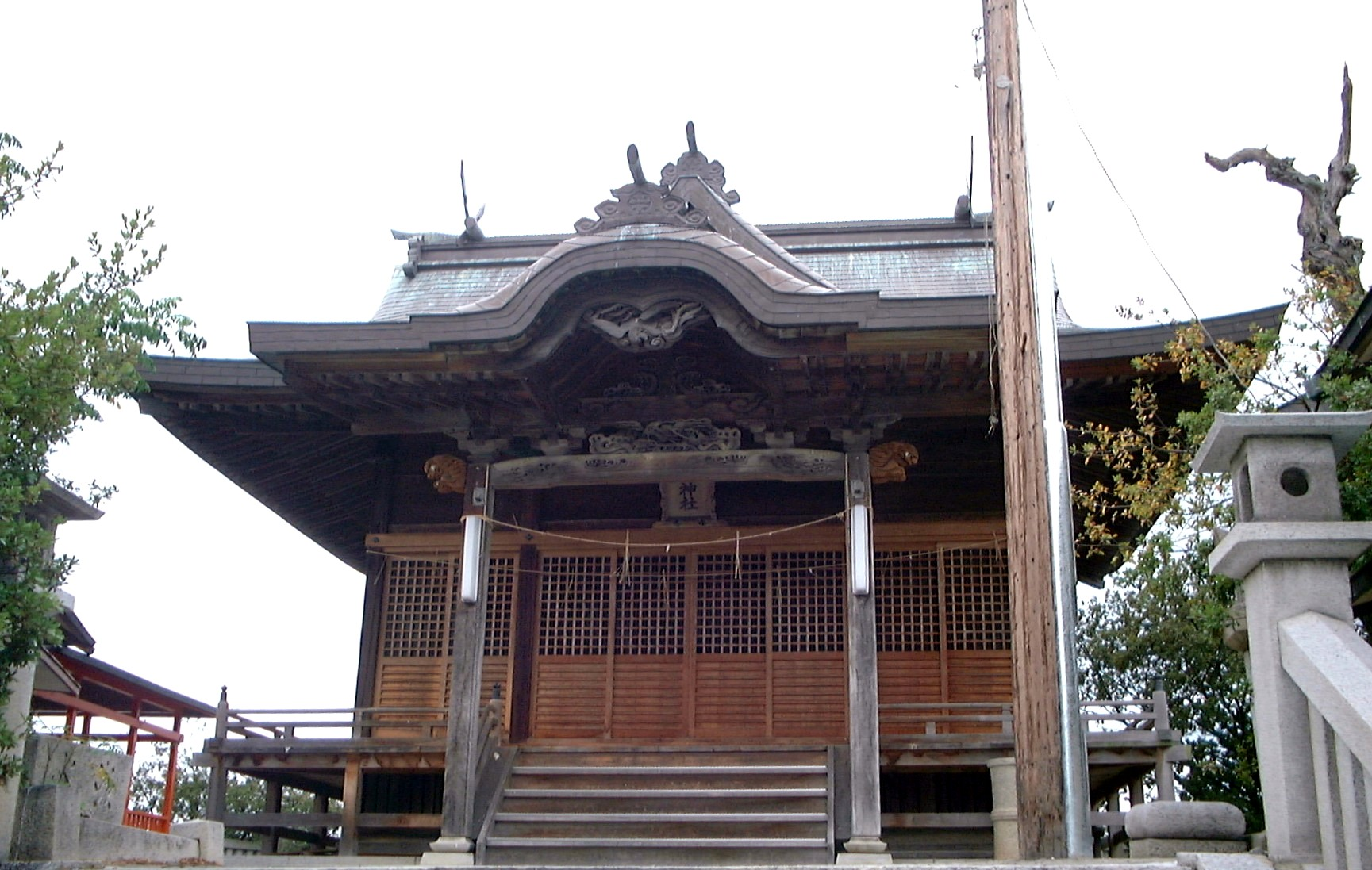
本殿

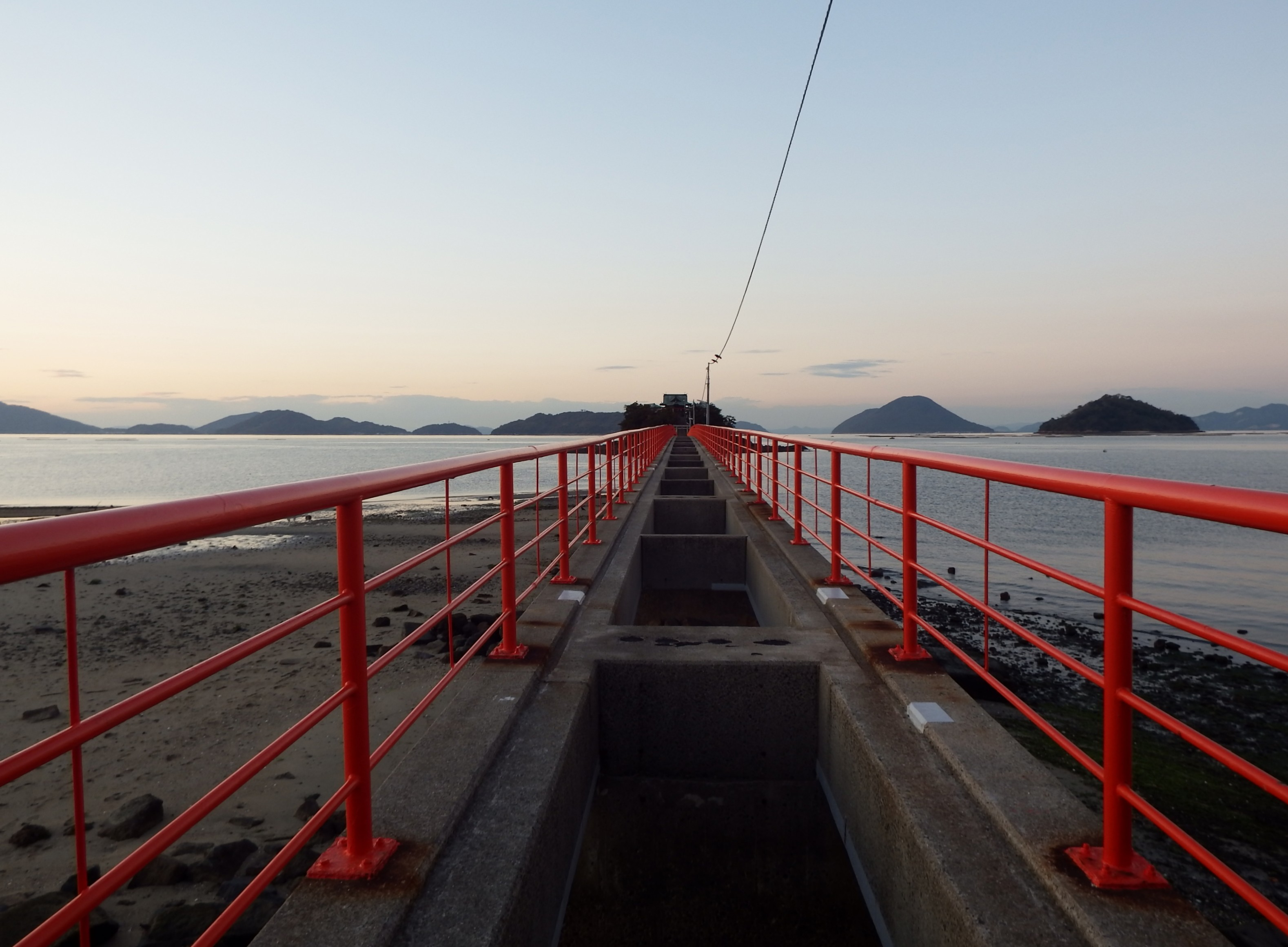
大祭期間以外の津島橋

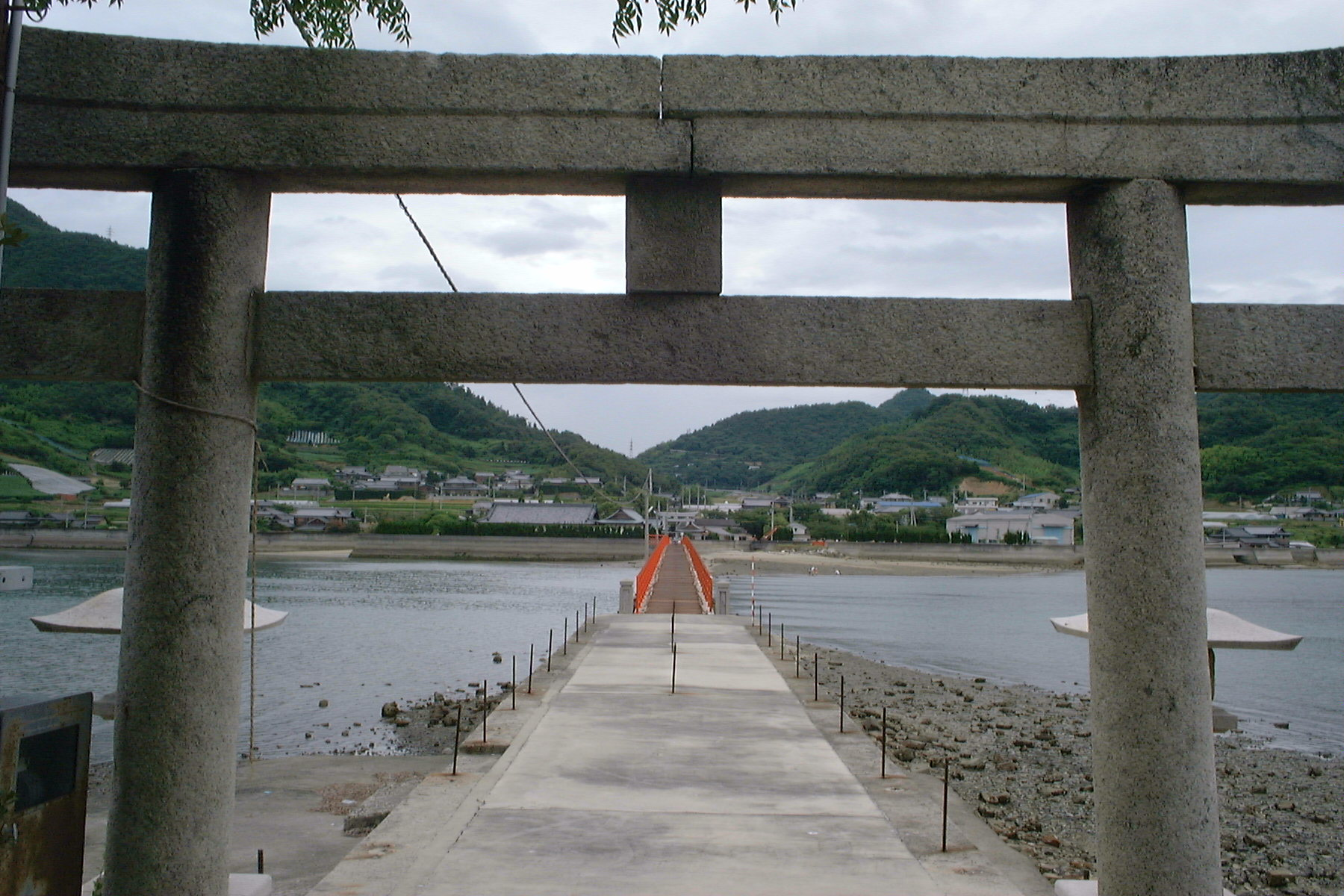
島から本土側を見る

津嶋神社の本殿は津島（かつては鼠島とも呼ばれた）に建てられており、橋で結ばれた海岸沿いには本殿以外の祈祷殿や参集殿、社務所などが松林の中に建てられている。島と対岸を結ぶ津島橋（長さ250メートル）は夏季大祭の期間中（毎年8月3・4・5日の3日間）の前後以外は通行禁止として入り口が封鎖されて橋桁に敷き詰められる板も外されている。この橋は昭和8年（1933年）に当時の大見村長・倉田彌治郎が発起人となり架橋されたものである。
宝永3年（1706年）に本殿が造営されたと伝えられている。祭神は素戔嗚命である。牛馬の神と子供の守護神として信仰され、大正後期辺りより子供の守り神として親しまれている。昭和27年（1952年）に｢津島神社｣より現在の｢津嶋神社｣に改められた。
海岸部分は潮干狩りが出来る遠浅の海岸で、浮世絵師歌川広重 (2代目)が諸国名所百景「讃岐久保谷のはま」として描き、「新さぬき百景」、「四国のみずべ八十八カ所」（第七十三番）のひとつに数えられるように本殿の後景には瀬戸内海の島々が広がる景勝地でもある。
2015年5月10日には、最寄りの臨時駅である津島ノ宮駅開業100周年を記念して、通常は夏季大祭時のみとなっている津島橋が通行可能とされた。

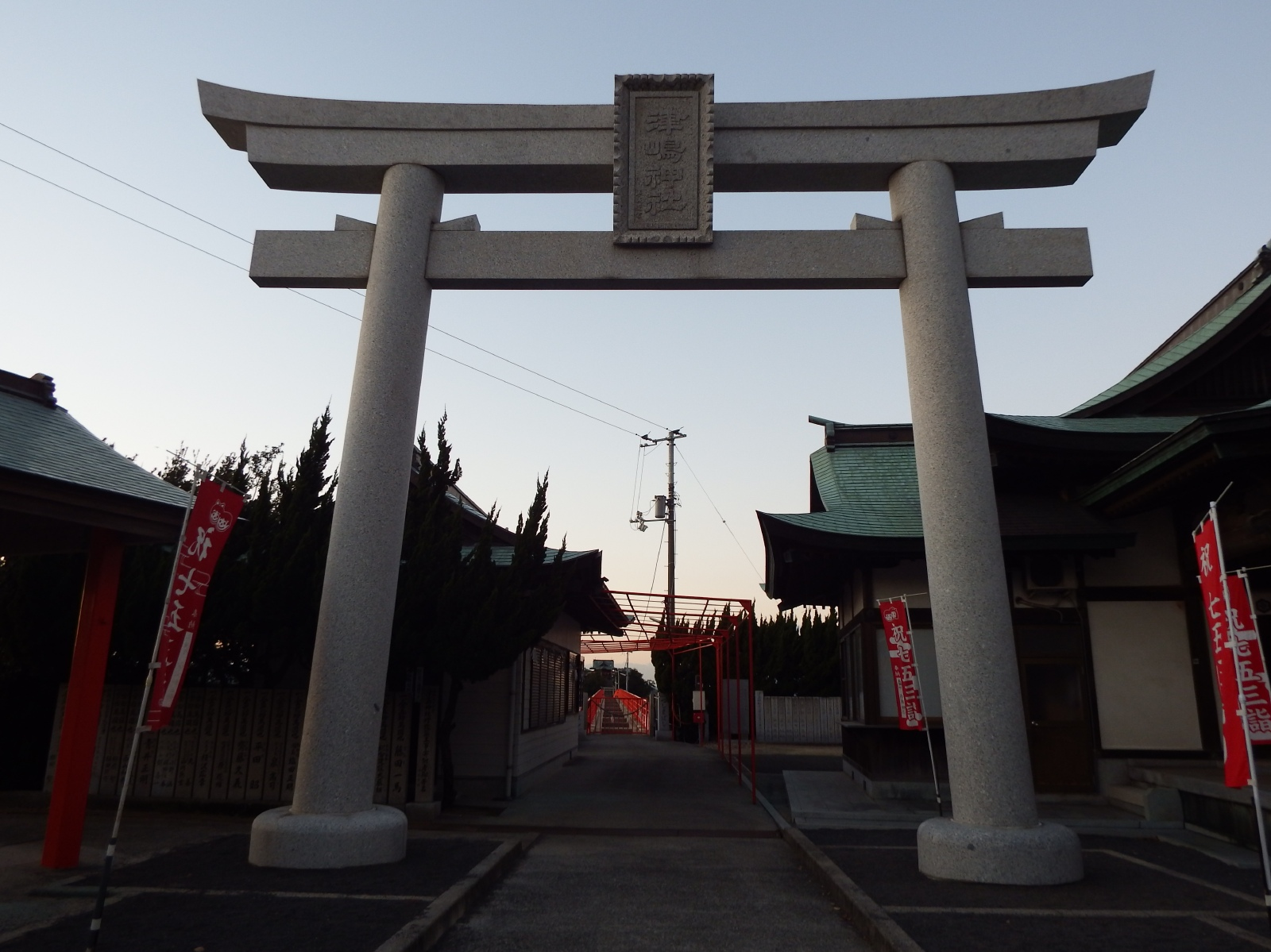
陸地側の入口付近
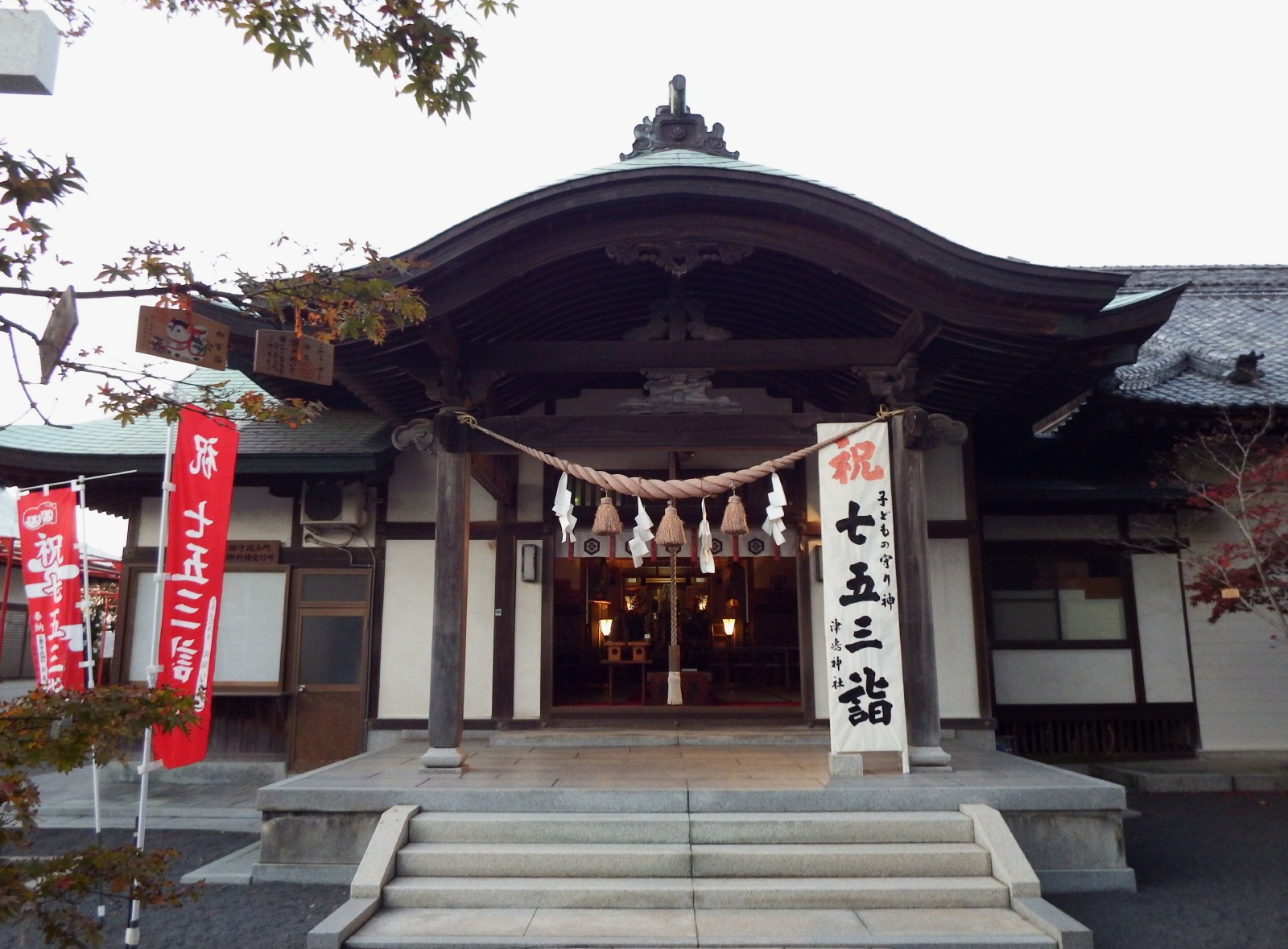
陸地側の遥拝殿
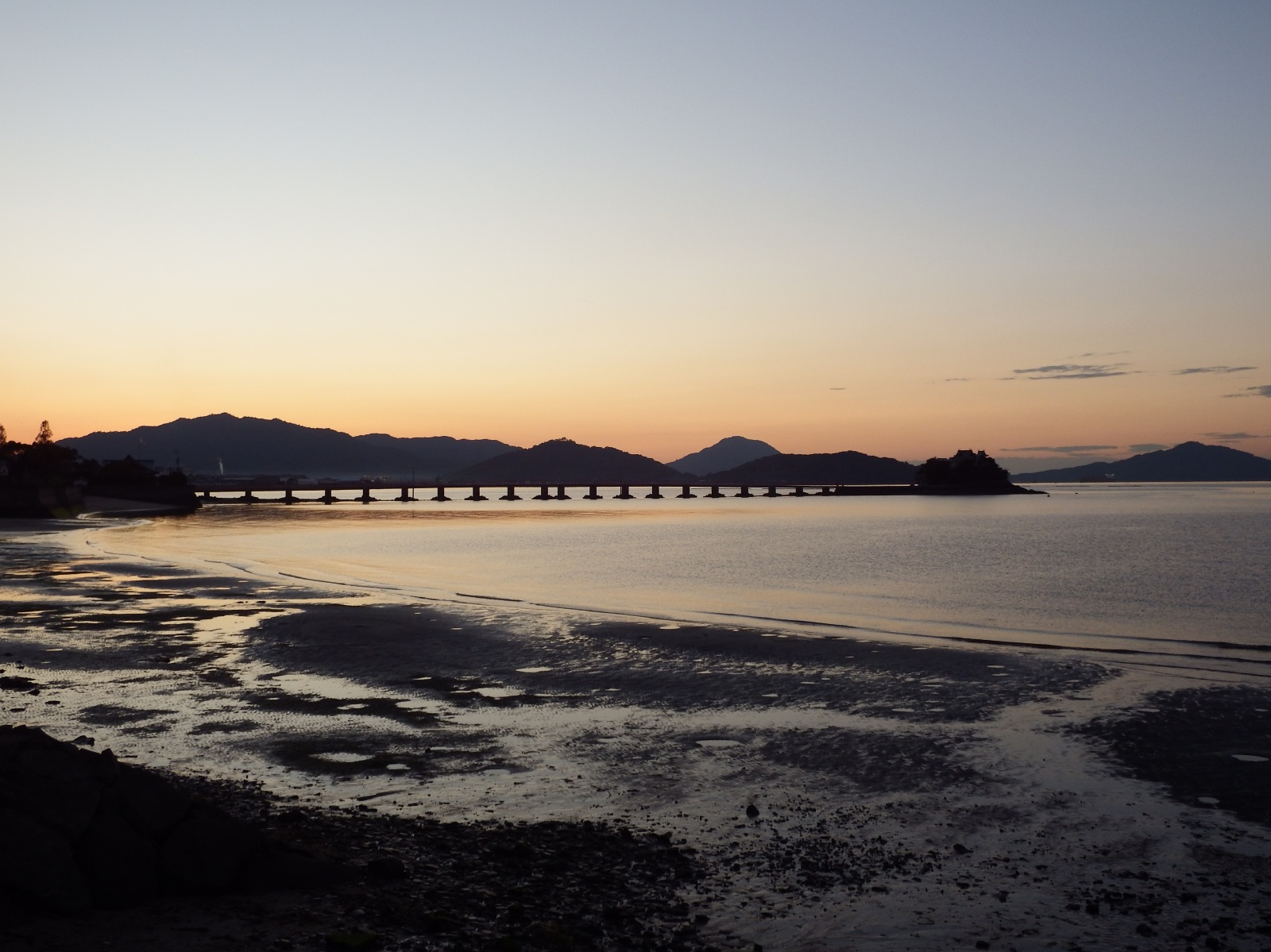
夕景

## イベント
- 夏季大祭
  - ご祈祷
  - 奉納花火
  - 獅子舞の奉納
  - 夜市

## データ
- 津島橋：約250m、通行料金は大人500円・小人200円[4]。

## アクセス
- JR四国：津島ノ宮駅（臨時駅） - 夏季大祭のある3日間のうち毎年8月4・5日の2日間のみ営業。
- 三豊市コミュニティバス詫間三野線 東久保谷停留所 - 平日・土曜のみ運行（日曜・祝日・年末年始は運休）
- さぬき浜街道（香川県道21号丸亀詫間豊浜線）
- さぬき浜街道のバイパス - 平成15年（2003年）10月28日開通。